# فيل قرطاجي
الفيل القرطاجي أو فيل شمال أفريقيا (الاسم العلمي: Loxodonta africana pharaoensis) (بالإنجليزية: North African elephant)، هو إحدى السلالات المزعومة لفيل الأحراش الأفريقي، كما يعتبر بعض العلماء، أو هو نوع فيلة مستقل بذاته كما يرى البعض الآخر، والذي كان يستوطن شمال أفريقيا بكامله إلى أن انقرض خلال فترة سيادة الإمبراطورية الرومانية. وهذه الأفيال هي نفسها التي استخدمها القرطاجيون خلال الحروب البونيقية لمقاتلة الجيوش الرومانية، وعلى الرغم من تصنيف هذه السلالة سابقاً إلا أن هذا التصنيف لا تعترف به فئة واسعة من العلماء. يُعرف الفيل القرطاجي بأسماء أخرى عديدة منها: الفيل شمال الإفريقي، فيل الغابات الشمال إفريقي، وفيل الأطلس. كان موطن هذه السلالة يمتد، كما يُعتقد، عبر شمال إفريقيا وصولاً إلى السواحل السودانية والإرِيِتِرِيَّة الحاليّة.

## وصف السلالة
يظهر التصوير الجصّي القرطاجي، كما النقود المعدنية التي تعود لتلك الفترة والتي صنعتها الشعوب المختلفة التي سيطرت على شمال إفريقيا في فترات معينة، فيلة صغيرة جداً (يبلغ علوّها على الأرجح قرابة 2.50 أمتار، أي 8.35 قدماً عند الكتفين) ذات آذان كبيرة وظهر مُقَعَّر نَمَطِيٌّ كما ظهر أنواع الفيلة المنتمية لجنس الفيل الإفريقي (باللاتينية: Loxodonta). كان الفيل القرطاجي أصغر حجماً من فيل السفانا الإفريقي، ويعتقد بأنه كان يماثل فيل الغابات الإفريقي في القد، كما يحتمل بأنه كان أكثر وداعة من باقي سلالات فيل السفانا الذي يعتبر إجمالاً غير قابل للترويض، مما سمح للقرطاجيين باستئناسه بواسطة طريقة لم تعد معروفة حالِيَّاً. وبما أن هذه الفيلة كانت صغيرة جداً مما لم يكن يسمح بتحميلها برج حربيّ، فإنها على الأرجح كانت تمتطى كالخيول.

### تاريخ السلالة وعلاقتها بالإنسان
بعد أن قام الرومان بغزو صقلية (عام 242 ق.م) حاولوا أن يقبضوا على مجموعة من هذه الأفيال كان القرطاجيون قد تركوها طليقة في وسط الجزيرة، إلا أنهم فشلوا في تحقيق ذلك. كما كانت الفيلة التي استخدمها هنيبعل لاجتياز سلسلة جبال البرانس والألب ليغزو إيطاليا خلال الحرب البونيقية الثانية (218 - 201 ق.م) تنتمي لهذه السلالة، عدا الفيل الخاص بهنيبعل والمسمّى «سوروس» (بمعنى «السوري» أو ربما أيضاً «الوحيد الناب») حيث يعتبر بالاستناد إلى اسمه وحجمه الضخم المُوَثَّقَيْن بأنه ينتمي إلى السلالة السُّوُرِيَّة من الفيل الآسيوي، وهي السلالة الأكثر انتشاراً إلى الغرب من سلالات الفيل الآسيوي، والتي انقرضت الآن أيضاً.

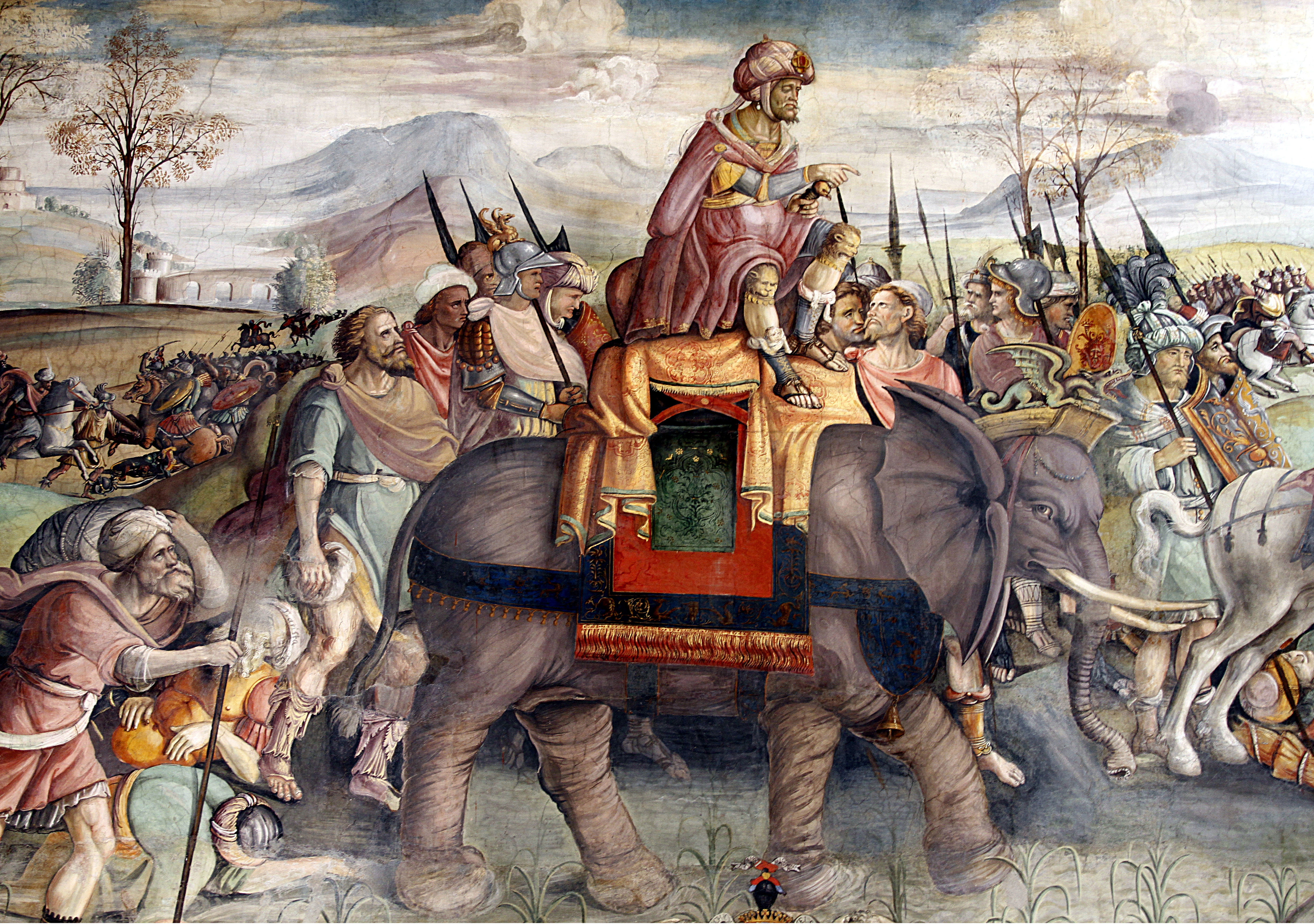
لوحة من عام 1510 تظهر هنيبعل على ظهر فيل يشبه الفيلة القرطاجية، وهو يجتاز الألب.

وقد قام البطالمة أيضاً باستئناس هذه الفيلة وتدريبها على خوض المعارك سواء في مصر أو في بلاد الشام وفارس، وقد ذكر المؤرخ اليوناني بوليبيوس في مؤلفه «التواريخ» كيف أن هذه الأفيال كانت غير مجدية في الحروب عند مواجهة الفيلة الهندية الأكبر حجماً والتي استخدمها الملوك السلوقيون. وقد ورد في إحدى المخطوطات البطليميّة تعداداً لأصناف الفيلة الحَرْبِيَّة، حيث قيل أن هناك ثلاثة أنواع منها هي: الفيلة اللِّيِبِيَّة (أي الشمال إفْرِيِقِيَّة)، والحبشية، والهِنْدِيَّة؛ ويفاخر الملك البطليمي بنفسه في هذه المخطوطة على أنه أَوَّل من دَجَّن الفيلة الحَبَشِيَّة، وهي جمهرة يفترض بأنها مماثلة تماماً لإحدى أنواع الفيلة الإفْرِيِقِيَّة الباقية على قيد الحياة اليوم.
يُعتقد بأن هذه السلالة انقرضت بعد بضعة عقود من احتلال الرومان لشمال إفريقيا (خلال القرن الثاني على الأرجح) بسبب الصيد المفرط الذي كان يمارسه الأثرياء، حيث كانو يخرجون بشكل شبه دائم إلى البرية لصيد الطرائد الغريبة والمثيرة للاهتمام من شاكلة الأسود، الفيلة، الجمال، والأيائل. يفترض بعض الأشخاص أن هذه الحيوانات استمرت بالتواجد في جمهرات صغيرة على طول الساحلين السوداني والإيريتري حتى منتصف القرن التاسع عشر، ولكن حتى ولو كان ذلك صحيحاً فهي قد انقرضت اليوم بشكل مؤكد.

### الفيل في مملكة نوميديا

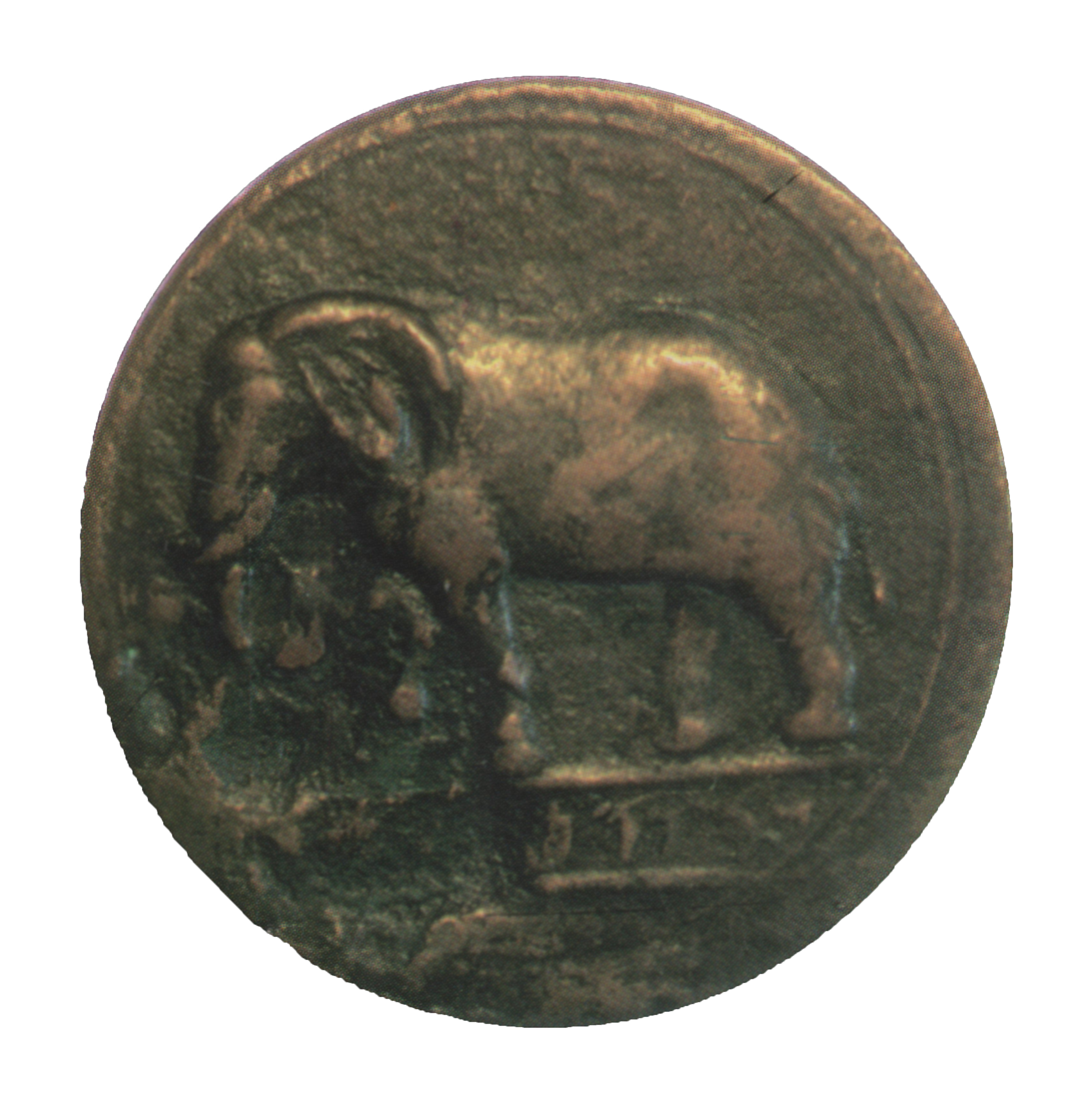
ظهر القطعة النقدية البرونزية الفريدة للملك ماسينيسا يبين فيل يمشي إلى اليسار تحته إطار بكتابة بونية للملك م س ن س ن (متحف سيرتا)

كان أول من استعمل الفيل في الحرب هم الأمازيغ في شمال أفريقيا فقد قامو بتدريب (الفيل الليبي) الدي يعد فصيلة تختلف عن الفيل الأفريقي العادي بحجمه الاصغر فقامو بي استئناس الفيل وتدريبه علي الحروب وكانت الافيال الليبية قد رافقت الجيوش القرطاجية في زحفها الشهير علي رومه بقيادة هنيبال وتشير المصادر الي ان الامازيغ قد استأنسوا الفيل واستخدموه في النقل والقتال كما يشير الي ذلك الملك النوميدي يوبا الثاني في مؤلفه ليبيكا وقد نقشت المدن الليبية صورة الفيل علي نقودهم لمحلية وكان شعارا لمدينة لبدة وقد عثر غلي فسيفساء رسم عليها فيل في وكالة نقل بحري تتبع مدينة صبراته في ميناء اوستيا الروماني وتعود للقرن الأول الميلادي.

### مسألة التصنيف
يختلف العلماء حول أصل هذه الفيلة، حيث يعتبر البعض منهم بأنها سلالة لفيل السفانا الإفريقي، ويرى آخرون بأنها جمهرة من فيلة الغابات الإفريقية، بينما يرى البعض الأخر أنها تشكل نوعاً مستقلاً بذاته. ولحل هذه المشكلة يمكن اللجوء إلى تحليل جدلية الحمض النووي القديمة بحال وجد أي أفراد يؤكد انتمائهم لمنطقة شمال إفريقيا.